# Teruel (stad)
Teruel is een gemeente in en hoofdstad van de Spaanse provincie Teruel in de regio Aragón met een oppervlakte van 440 km². In 2006 telde Teruel 34.240 inwoners en daarmee is de stad de dunst bevolkte provinciehoofdstad van Spanje. Het is tevens de hoofdstad van de comarca Comunidad de Teruel.
Teruel bevindt zich aan de samenvloeiing van de rivieren Guadalaviar en Alfambra op een hoogte van 915 m boven de zeespiegel. Het lokale klimaat wordt gekenmerkt door koude winters en droge, warme zomers. De stad is voornamelijk bekend om haar rauwe ham, die een eigen denominación de origen (herkomstaanduiding) heeft, en om haar mudejarkunst, door de UNESCO erkend werd als Werelderfgoed.
Toeristische bezienswaardigheden zijn de gebouwen in mudejarstijl, het mausoleum van de Geliefden van Teruel (het praalgraf van twee middeleeuwse geliefden, Diego Marcilla en Isabel Seguras, die beiden van smart stierven toen Isabel gedwongen werd om met een ander te trouwen), het paleontologische centrum Dinópolis en de omringende natuur.
De mudejarkunst herinnert aan de Moorse overheersing van de stad. Voorbeelden zijn o.a. de kerk van Santa María, de kathedraal van het bisdom van Teruel en de torens van El Salvador, San Martín en San Pedro. Vanaf de Mirador de Los Mansuetos, aan de camino de Santa Bárbara, kan men over de stad uitkijken.

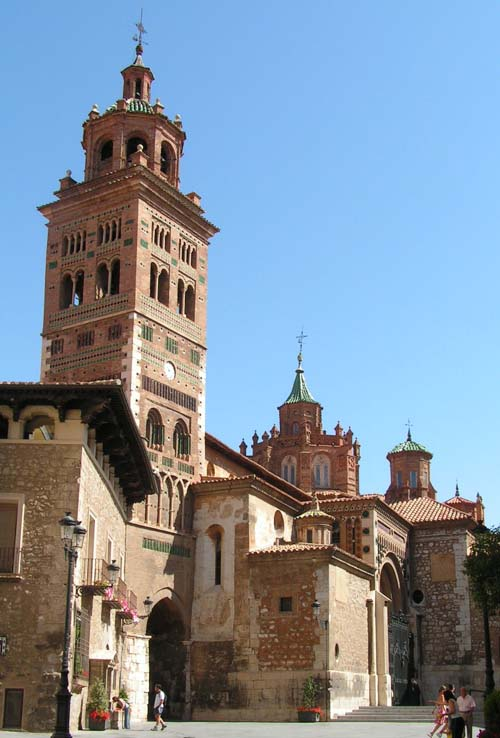
Kathedraal van Teruel

## Demografische ontwikkeling
Bron: INE; 1857-2011: volkstellingen
Opm.: In 1930 werd de gemeente Concud geannexeerd en in 1981 werden de gemeenten Aldehuela, Campillo, Castralvo, Caudé, Tortajada, Valdecebros en Villalba Baja geannexeerd

## Geboren
- Tegenpaus Clemens VIII (1369-1447), geboren als Gil Sánchez Muñoz y Carbón en bijgenaamd Doncel

Albacete · Alicante · Almería · Ávila · Badajoz · Badalona · Barcelona · Bilbao · Burgos · Cáceres · Cádiz · Cartagena · Castelló de la Plana · Ceuta · Ciudad Real · Córdoba · A Coruña · Cuenca · Elche/Elx · Gijón · Girona · Granada · Guadalajara · L'Hospitalet de Llobregat · Huelva · Huesca · Jaén · Jerez de la Frontera · León · Lleida · Logroño · Lugo · Madrid · Málaga · Melilla · Mérida · Móstoles · Murcia · Oviedo · Ourense · Palencia · Palma · Las Palmas de Gran Canaria · Pamplona · Pontevedra · Sabadell · Salamanca · San Sebastián · Santa Cruz de Tenerife · Santander · Santiago de Compostella · Segovia · Sevilla · Soria · Tarragona · Terrassa · Teruel · Toledo · Valencia · Valladolid · Vigo · Vitoria-Gasteiz · Zamora · Zaragoza